# Carlos Arrúa
Carlos Alberto Arrúa García (Asunción, Paraguay; 30 de julio de 1997) es un futbolista paraguayo. Juega de centrocampista y su equipo actual es el Club Olimpia de la Primera División de Paraguay, a préstamo desde Nacional.

## Trayectoria
Arrúa comenzó su carrera en las inferiores del Atlántida y entró a Nacional en el equipo sub-18, siendo promovido al primer equipo a los 21 años. Se afianzó en el equipo titular del club en la temporada 2021.
El 3 de febrero de 2023, fue cedido al Colón de la Primera División de Argentina.
Tras un año en Argentina, el 20 de enero de 2024 regresó a Paraguay y fue cedido al Club Olimpia.

## Estadísticas
Actualizado al último partido disputado el 18 de marzo de 2023
| Club              | Div.          | Temporada     | Liga  | Liga  | Copas nacionales | Copas nacionales | Copas internacionales | Copas internacionales | Total | Total |
| Club              | Div.          | Temporada     | Part. | Goles | Part.            | Goles            | Part.                 | Goles                 | Part. | Goles |
| ----------------- | ------------- | ------------- | ----- | ----- | ---------------- | ---------------- | --------------------- | --------------------- | ----- | ----- |
| Nacional Paraguay | 1.ª           | 2019          | 10    | 0     | —                | —                | —                     | —                     | 10    | 0     |
| Nacional Paraguay | 1.ª           | 2020          | 14    | 5     | —                | —                | 0                     | 0                     | 14    | 5     |
| Nacional Paraguay | 1.ª           | 2021          | 34    | 8     | —                | —                | 2                     | 0                     | 36    | 8     |
| Nacional Paraguay | 1.ª           | 2022          | 35    | 2     | —                | —                | 2                     | 0                     | 37    | 2     |
| Nacional Paraguay | 1.ª           | 2023          | 1     | 1     | —                | —                | —                     | —                     | 1     | 1     |
| Nacional Paraguay | Total club    | Total club    | 94    | 16    | 0                | 0                | 4                     | 0                     | 98    | 16    |
| Colón Argentina   | 1.ª           | 2023          | 7     | 0     | 0                | 0                | —                     | —                     | 7     | 0     |
| Colón Argentina   | Total club    | Total club    | 7     | 0     | 0                | 0                | 0                     | 0                     | 7     | 0     |
| Total carrera     | Total carrera | Total carrera | 101   | 16    | 0                | 0                | 4                     | 0                     | 105   | 16    |